# Pierre François (peintre)
Pour les articles homonymes, voir Pierre François et François.
Pierre François (né le 26 septembre 1935 à Sète et mort le 14 février 2007) est un peintre français, spécialiste d’une figuration débridée.

## Biographie et œuvre
L’une des caractéristiques de l'œuvre de Pierre François est la diversité des supports sur ou pour lesquels il peint ; supports classiques tels que la toile, la fresque, les affiches, les livres, les revues, les costumes de théâtre et les décors… mais aussi supports issus du folklore sètois, tels les pavois ou les assiettes de joutes, des volets ou des fenêtres, quais, etc. sans oublier un art postal précoce et pléthorique.
Ses influences sont aussi bien Raoul Dufy, Soulages, Picasso, Jean Dubuffet… Mais il est surtout connu pour son travail sur la figuration, et l’influence qu’il a pu avoir sur des peintres plus jeunes et le mouvement de la figuration libre.
Amis des écrivains de langue occitane Yves Rouquette et Félix Castan, il participe à la Mòstra del Larzac et en réalise la fresque d’entrée. Il réalise aussi des toiles symbolisant la pluralité culturelle, l’anti-centralisme et l’anti-unitarisme pour le mouvement la Ligne Imaginot.
Plusieurs de ses œuvres sont exposées au musée Paul-Valéry de Sète.
Il est inhumé au cimetière marin de Sète.

### Famille
Marié à Maryse, il avait deux filles, Agnès et Isabelle, et un petit-fils, Thomas.

## Livres illustrés
- Maryse Routier 7 recettes de Sète, Pierre François et Rapaël Segura, Mas Aubert dans la Serane, 1978
- Pierre Teyssier, 20 recettes pour le vin, Le Mascaret, 1985
- Christian Robin, Paroles de voyageurs, Albin Michel, 1998 [présentation en ligne]
- Yves Rouquette, Sète et son archipel, Toulouse, éditions Loubatières, 1998
- Marie Rouanet, Petites prières, Desclée de Brouwer, 2000
- Marie-José Fages-Lhubac, Josiane Ubaud, Canta, canta, neneton, chansonnier totémique languedocien, 2002
- Gérard Haddad, Jonas ne veut pas, Desclée de Brouwer, 2003
- Claudi Martí, L'Olivier ou La résurrection de l'éternel, Toulouse, Loubatières, 2003
- Jacques Rouré, Étang de Thau, étang de rêves, Équinoxe, 2004
- Jacques Rouré, Blaise Cendrars : passeport sans visas, Le Minotaure, 2004
- Raymond Covès, Sète à dire, Édisud, 2004
- Danièle Maelstaf, Éloge de la tomate, Sefrioui-Essaouira (Maroc), 2005